# Acraea aquilina
Acraea aquilina är en fjärilsart som beskrevs av Embrik Strand 1911. Acraea aquilina ingår i släktet Acraea och familjen praktfjärilar. Inga underarter finns listade i Catalogue of Life.